# Reino dos Jardins de Dessau-Wörlitz
O Reino dos Jardins de Dessau-Wörlitz ou, na sua forma portuguesa, de Dessávia-Wörlitz (em alemão: Dessau-Wörlitzer Gartenreich) é o primeiro e um dos maiores Jardins ingleses da Alemanha e da Europa situados no estado da Saxônia-Anhalt. Foram criados durante o reinado de Leopoldo III entre 1740 e 1817, intensamente influenciado pelos ideais Iluministas. Atualmente o parque abrange uma área de 142 km² perto da cidade de Dessau. É Património Mundial da UNESCO desde 2000.

## História

### Oranienbaum

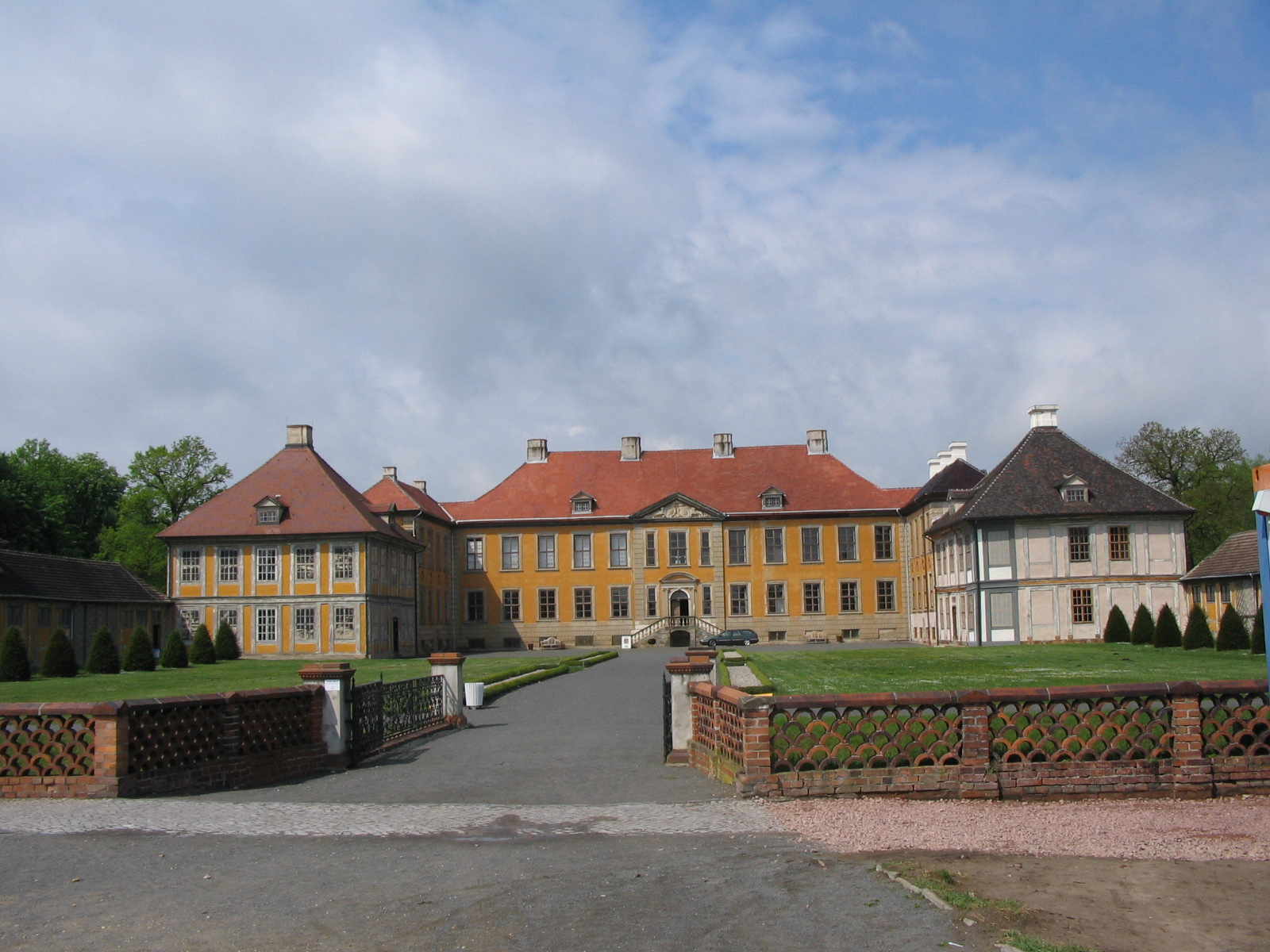
Palácio de Oranienbaum.

Os Jardins têm origem no Século XVII, quando do casamento de João Jorge II de Anhalt-Dessau com a holandesa Henriqueta Catarina, filha de Frederico-Henrique, príncipe de Orange. O Príncipe de Orange trouxe em 1659 uma equipe de engenheiros e arquitetos especialistas em Barroco para construir um palácio exuberante e extensos jardins nas redondezas da cidade de Dessau. O palácio foi batizado de Palácio de Oranienbaum em 1673. Os holandeses permaneceram influentes naquela região por muitos séculos seguintes.
O Palácio de Oranienbaum foi concluído em 1683 para ser a residência de verão de Henriqueta Catarina, que se retirou após a morte do seu marido em 1693. O luxuoso mobiliário foi todo financiado pelos monarcas holandeses.

### Reformas

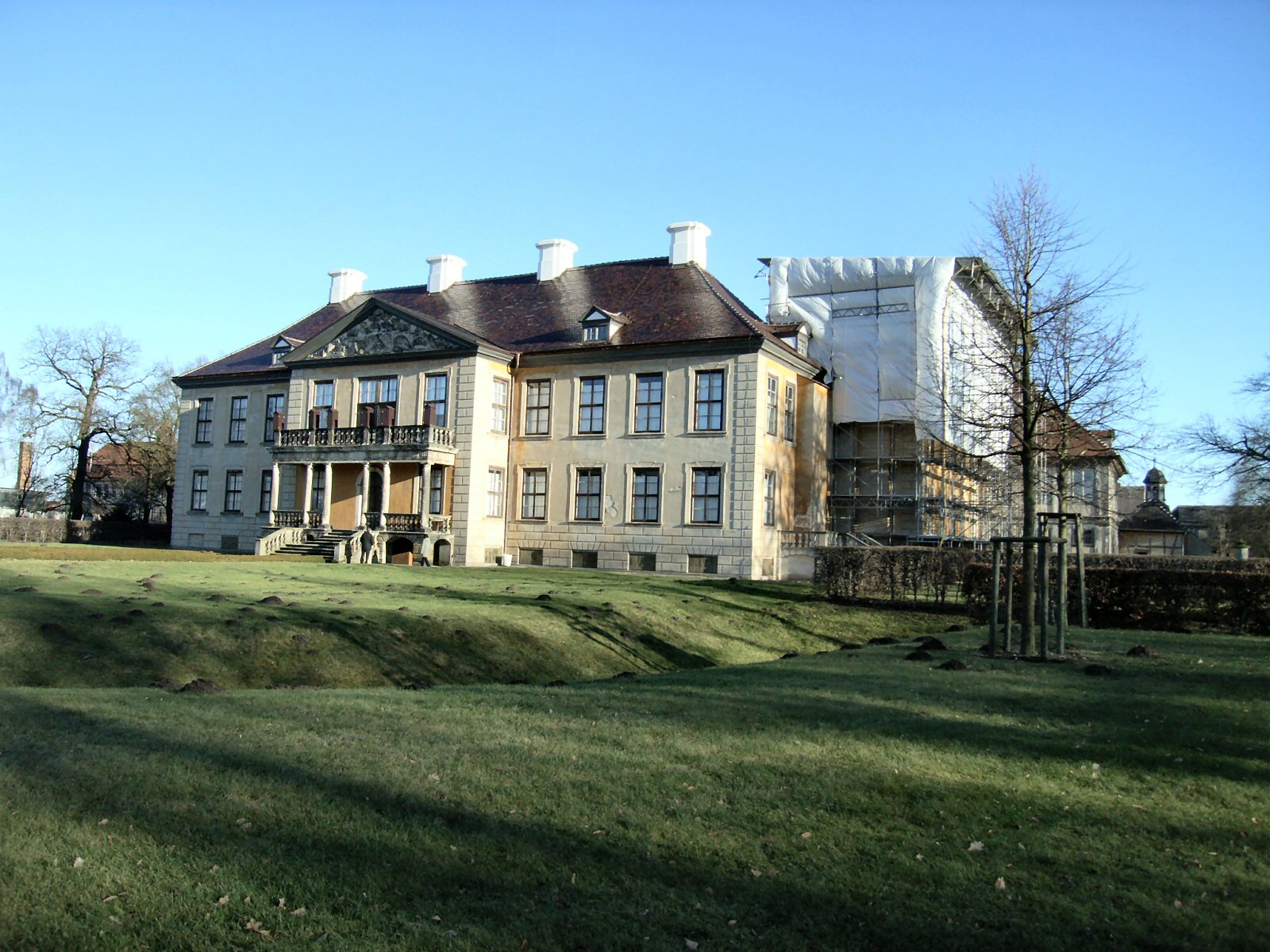
Palácio de Oranienbaum em reformas.

Em 1870 Leopoldo III, proprietário do palácio, decidiu reformá-lo ao estilo chinês ocupando-o com pontes em arco e extensos laranjais de acordo com o projeto de Sir William Chambers.
Em 1811, os novos jardins foram concluídos com 175 metros quadrados e ainda são os maiores da Europa e os Palácio foi reformado eliminando quase por completo o barroco holandês. A Rainha Beatriz dos Países Baixos visitou as obras de restauração, ainda em andamento, em Março de 2004.

## Galeria

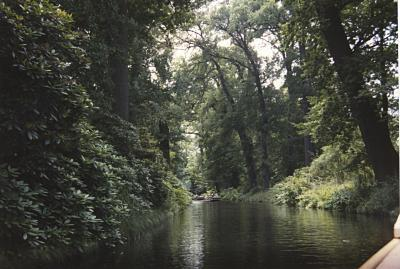
Interior da Floresta do Parque.
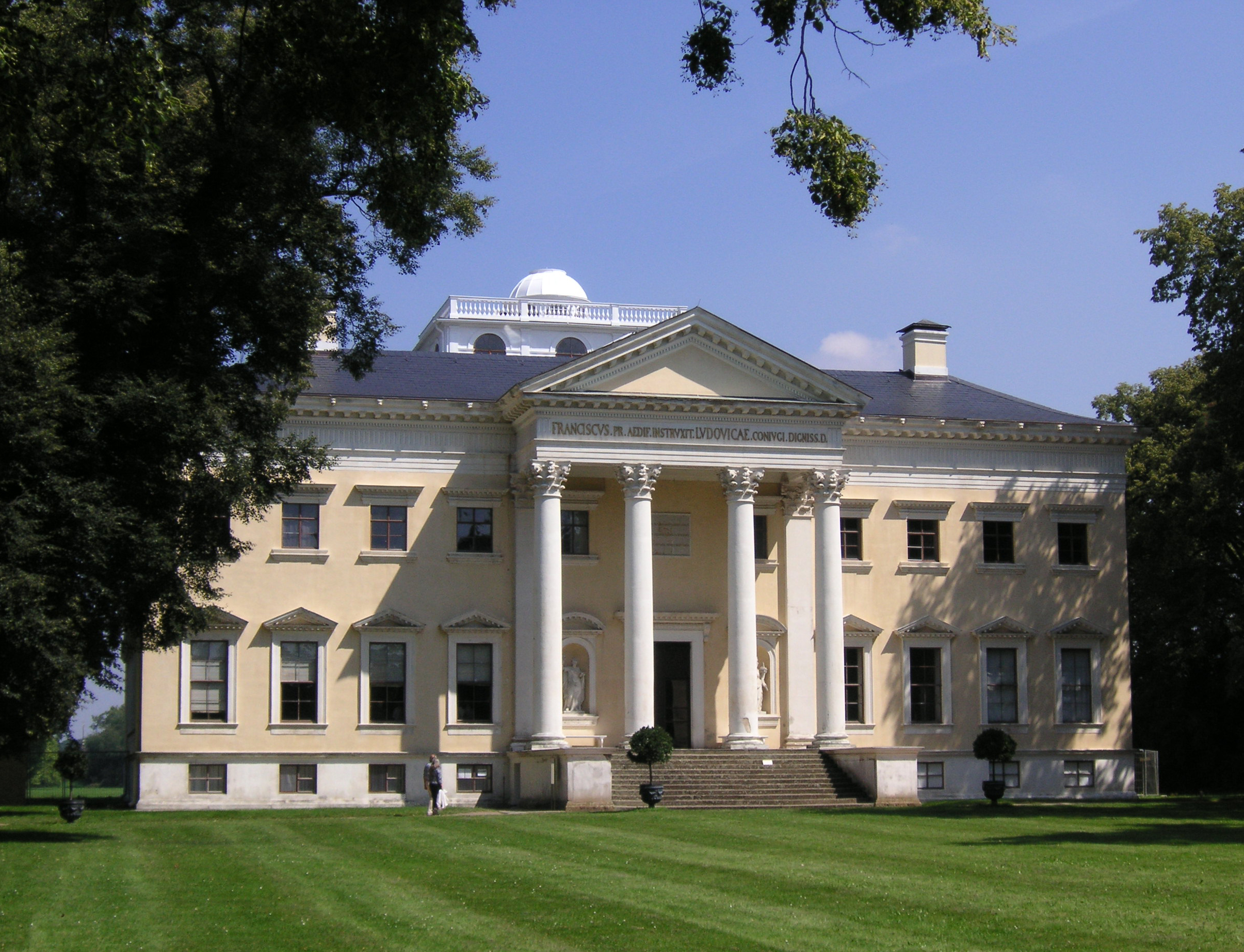
Palácio de Wörlitz.
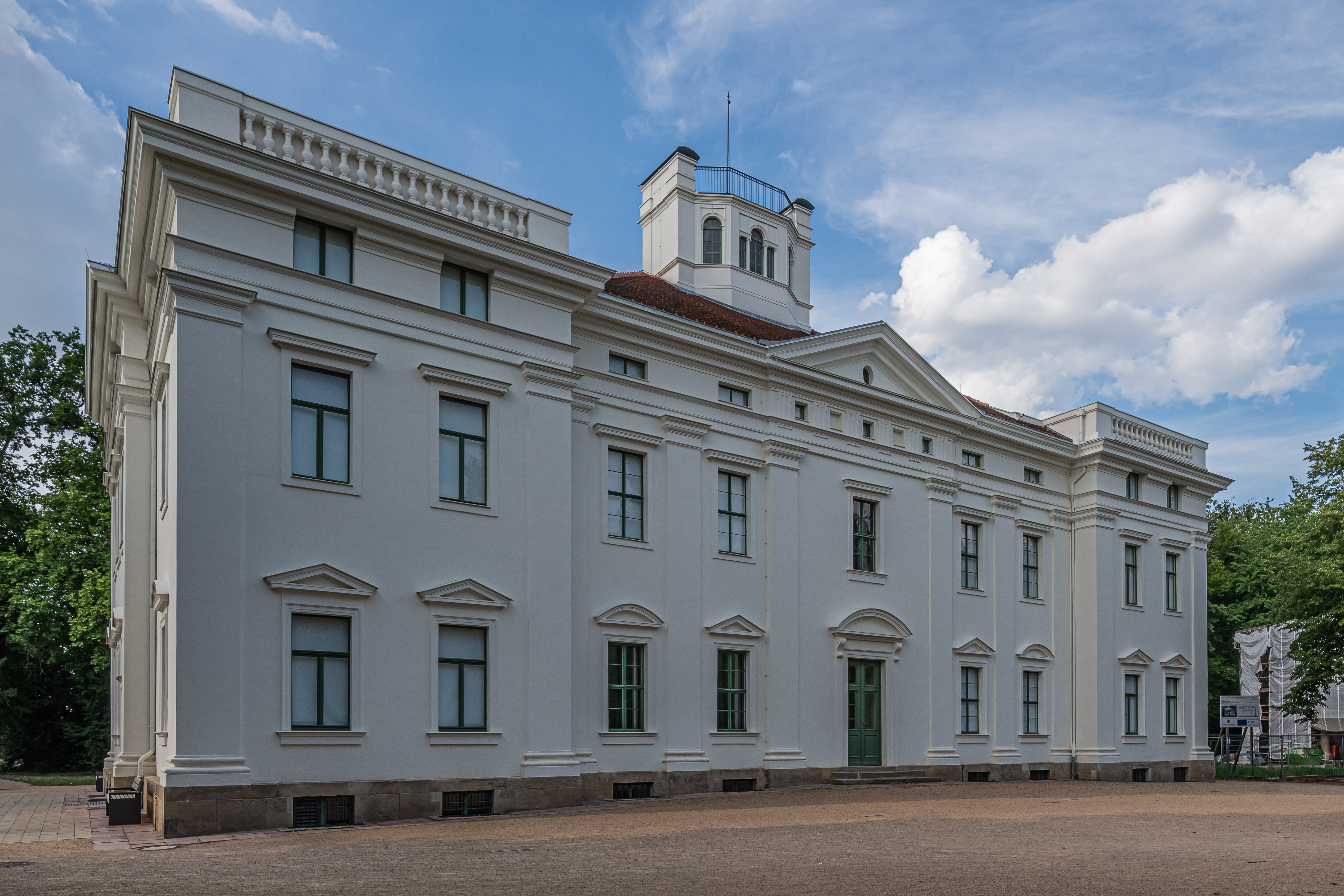
Castelo Großkühnau.